# Elias Granath
Elias Granath, född 6 september 1985 i Borlänge, är en svensk före detta ishockeyspelare (försvarare). Granath spelade bland annat över 200 matcher för Leksands IF.
Elias Granath deltog framgångsrikt i TV-pucken för Dalarna säsongen 2000–2001, tillsammans med bland andra Mora IK:s Jens Jakobs, och påbörjade säsongen därpå studier vid Leksands gymnasium och spel för Leksands IF. 
Säsongen 2002–2003 började Granath allt oftare dyka upp i Leksands laguppställningar, men det var framför allt mot slutet av säsongen och i den därpåföljande kvalserien som Granath fick spela mer regelbundet. Granath har spelat över 200 matcher för klubbens A-lag. Granath draftades 2003 i sjätte rundan av Dallas Stars som nummer 196 totalt.
Inför säsongen 2009-2010 lämnade Granath allsvenska Leksands IF för spel i elitserielaget Timrå IK. Säsongen 2012/2013 spelade Granath i Djurgårdens IF. Säsongen 2013/2014 gick han till den tyska klubben Schwenninger Wild Wings och stannade där i två säsonger. 2015/2016 spelade han i danska Herning Blue Fox. Han avslutade sin spelarkarriär säsongen 2016/2017 i den danska klubben SønderjyskE. Därefter blev Granath assisterande tränare för Leksands J20-lag.